# Стоунволлское восстание (документальный фильм)
«Стоунволлское восстание» (англ. Stonewall Uprising) — документальный фильм о событиях, произошедших в ночь на 28 июня 1969 года. Премьера фильма состоялась 16 июня 2010 года в кинотеатре Film Forum в Гринвич-Виллидж, Нью-Йорк, а 25 апреля 2011 года американские зрители смогли увидеть фильм на канале PBS в цикле документальных фильмов American Experience. В основу фильма, снятого документалистами Кейт Дэвис и Дэвидом Хейлбрунером, легла книга Дэвида Картера «Стоунволл: беспорядки вызвавшие гей-революцию». Фильм включает в себя интервью с участниками и свидетелями тех событий, в том числе с инспектором Пайном.

## Обзор
В первой трети фильма рассказывается об отношении американского общества к гомосексуальности в 1960-х годах. Интервью с участниками и свидетелями стоунволлских бунтов, сопровождаются архивными кадрами телевизионных программ, фильмов общественной службы предупреждения об «опасности» гомосексуализма, а также отрывками из программы «CBS Reports: Гомосексуалисты». Фильм также рассказывает о баре Стоунволл-инн и ежегодных пикетах Общества Маттачине.
Далее фильм рассказывает о днях, непосредственно предшествующих бунтам, и о том, что случилось за несколько дней до рейда, который вызвал бунт, чтобы объяснить, почему создались условия при которых обязательно должно было что-то случиться. Архивные записи беспорядков сочетаются с актёрской драматизацией, а также анимацией улиц вокруг Стоунволл-инн, показывающей, как мятежники смогли обойти полицию.
В конце фильма рассказывается о том, что случилось после беспорядков, в том числе о реакции гей-сообщества, а также о создании «Дня освобождения Кристофер-стрит».
Фильм посмертно посвящён непосредственному участнику Стоунволлских бунтов — инспектору Сеймуру Пайну, слова которого завершают фильм: «Они были детьми, Вы знаете, что Вы можете разрушить им всю жизнь. И Вам плохо, от того, что Вы — часть этой системы. Вы знаете, что они нарушили закон, но какой это был закон?..»

## Впечатления
Сразу после фильма, писатель, политик и правозащитник Дэвид Микснер написал: «Этот фильм, так же, как и фильм „Харви Милк“, может оказать существенное влияние на ЛГБТ-движение. Нужно, чтобы люди пришли в кинотеатры и увидели этот удивительный исторический документ… Я был очень удивлен, и узнал много нового о том вечере… Настоящим сюрпризом для меня было то, что граждане, принявшие участие в беспорядках, были не только молодежь и трансвеститы…»